# Lợn Bản
Lợn Bản là giống vật nuôi bản địa, được dân tộc Mán, Mường nuôi từ rất lâu đời với phương thức nuôi thả tự do, một số ít nuôi nhốt nhưng không thâm canh, chỉ cho ăn bằng thức ăn tận dụng (rau rừng, bột ngô, phụ phẩm...). Hiện nay, quần thể lợn Bản có khoảng 30.000 – 32.000 con nhưng đã bị lai tạp nhiều, phân bố ở khắp các huyện vùng núi cao của tỉnh Hòa Bình, trong đó chủ yếu tập trung ở Đà Bắc, Cao Phong, Lạc Sơn, Mai Châu, Tân Lạc. Lợn có ưu điểm là có sức đề kháng cao với dịch bệnh, chất lượng thịt thơm ngon.

## Đặc điểm ngoại hình
Lợn có tầm vóc nhỏ, khi trưởng thành đạt 45–50 kg/con, thân hình gọn và chắc chắn; bụng không sệ, có 7-8 vú; mình ngắn, tai nhỏ dựng đứng, lưng thẳng hoặc hơi võng; lông đen, dài và cứng; da đen tuyền; chân nhỏ, đi móng, bốn móng chân màu trắng từ khuỷu chân xuống đến móng; mặt nhỏ, mõm dài nhọn.

## Năng suất sinh sản
Nhìn chung, lợn Bản có năng suất sinh sản kém. Tuổi phối giống lần đầu là 208,02 ngày khi lợn đạt 32,80 kg. Tuổi đẻ lứa đầu là 13 tháng tuổi. Số con đẻ ra 5,58 - 9,06 con/ổ. Số con sơ sinh sống 6,53 – 7,10 con/ổ. Số con cai sữa 5,63 – 6,76 con/ổ. Khối lượng sơ sinh 0,42 – 0,44 kg/con. Khối lượng cai sữa ở 45 ngày tuổi đạt 25,31 kg/ổ, 86,33 ngày tuổi là 4,95 - 5,20 kg/con. Khoảng cách giữa 2 lứa đẻ 241 – 247 ngày. Thời gian phối giống trở lại 40,46 ngày. Khối lượng 90 ngày tuổi là 5,08 kg. 

## Sinh trưởng và cho thịt
Tăng khối lượng của lợn con từ sơ sinh tới cai sữa chỉ đạt 1,49 kg/tháng. Khối lượng lợn lúc 4 tháng tuổi đạt 6,51 kg, 5 tháng tuổi 8,85 kg, 6 tháng tuổi 12,10 kg và đến 8 tháng tuổi là 22,60 – 31,85 kg. Tăng khối lượng giai đoạn 2-8 tháng tuổi là 146,44 g/ngày. Khối lượng giết thịt ở 32,14 kg thì tỷ lệ thịt móc hàm là 71,04%. Tỷ lệ nạc là 40,31%.